# Døde i 2010
Døde i 2010 er en liste over notable personer, der er afgået ved døden i 2010. 

## Januar
| - Miep Gies under interview, 1989 - Jean Simmons |

- 2. januar – Deborah Howell, amerikansk journalist (født 1941).
- 3. januar – Isak Rogde, norsk oversætter (født 1947).
- 4. januar – Johan Ferrier, tidligere præsident i Surinan (født 1910).
- 6. januar – Jakob Nørhøj, dansk politiker (født 1976).
- 7. januar – Benny Juhlin, dansk skuespiller (født 1925).
- 8. januar – Pierre Wemaëre, fransk maler, Ridder af Dannebrog (født 1913).
- 10. januar – Ulf Olsson, svensk morder (født 1951).
- 10. januar – Torbjørn Yggeseth, norsk skihopper (født 1934).
- 11. januar – Miep Gies, hollandsk frihedskæmper (født 1909).
- 11. januar – Asger Stig Møller, dansk digter (født 1965).
- 11. januar – Éric Rohmer, fransk filminstruktør (født 1920).
- 12. januar – Hédi Annabi, tunesisk diplomat (født 1944).
- 12. januar – Zilda Arns, brasiliansk sundhedsarbejder (født 1934).
- 12. januar – Jimmy O, haitiansk musiker (født 1974).
- 12. januar – Joseph Serge Miot, haitiansk ærkebiskop (født 1946).
- 12. januar – Sam Dixon, amerikansk vicegeneralsekretær (født 1949).
- 12. januar – Luiz Carlos da Costa, brasiliansk embedsmand, (født 1949).
- 12. januar – Georges Anglade, haitiansk-canadisk forfatter, geograf og politiker. (født 1944).
- 13. januar – Ed Thigpen, amerikansk jazztrommeslager (født 1930).
- 14. januar – Michel Gaillard, haitiansk politiker.
- 15. januar – Marshall Warren Nirenberg, amerikansk genetiker og biokemiker (født 1927).
- 16. januar – Glen Bell, amerikansk forretningsmand (født 1923).
- 17. januar – Jyoti Basu, indisk politiker (født 1914).
- 17. januar – Daisuke Gouri, japansk skuespiller (født 1952).
- 17. januar – Erich Segal, amerikansk forfatter (født 1932).
- 18. januar – Jørgen Philip-Sørensen, dansk erhvervsmand (født 1938).
- 18. januar – Kate McGarrigle, canadisk singer-songwriter (født 1946).
- 18. januar – Robert B. Parker, amerikansk kriminalforfatter (født 1932).
- 19. januar – Vladimir Karpov, russisk forfatter, (født 1922).
- 21. januar – Jacques Martin, fransk kunstner (født 1921).
- 22. januar – Jean Simmons, engelsk skuespillerinde (født 1929).
- 22. januar – James Mitchell, amerikansk skuespiller (født 1920).
- 22. januar – Carl-Martin Edsman – svensk præst (født 1911).
- 23. januar – Oleg Velyky, tysk håndboldspiller (født 1977).
- 23. januar – Earl Wild, amerikansk klassisk pianist (født 1915).
- 24. januar – Robert Mosbacher, amerikansk politiker (født 1927).
- 25. januar – Ali Hassan al-Majid – "Kemiske Ali", irakisk politiker (født 1941).
- 26. januar – Dag Frøland, norsk komiker, revykunstner og sanger (født 1945).
- 27. januar – Birthe Christiansen, dansk socialdemokratisk byrådspolitiker fra Struer (født 1953) – knivdræbt.
- 27. januar – Howard Zinn, amerikansk historiker (født 1922).
- 27. januar – J.D. Salinger, amerikansk forfatter (født 1919).
- 28. januar – Asle Ketil Rubbås, dansk musiker (født 1956).
- 30. januar – Bent William Rasmussen, dansk forfatter (født 1924).
- 31. januar – Kage Baker, amerikansk forfatter (født 1952).

## Februar
| - David Brown - Grethe Sønck - Kathryn Grayson - Aksel Erhardsen - Alexander Haig |

- 1. februar – David Brown, amerikansk filmproducent (født 1916).
- 1. februar – Justin Mentell, amerikansk skuespiller (født 1982).
- 1. februar – Jack Brisco, amerikansk wrestler (født 1941).
- 1. februar – Steingrímur Hermannsson, islandsk politiker (født 1928).
- 2. februar – Jens-Anton Poulsson, norsk officer (født 1918).
- 2. februar – Cochin Haneefa, indisk skuespiller (født 1948).
- 3. februar – Børge Robert Mortensen, trommeslager i The Maxwells (født 1947).
- 5. februar – Harry Schwarz, sydafrikansk advokat og politiker (født 1924).
- 5. februar – Ian Carmichael, britisk skuespiller (født 1920).
- 6. februar – John Dankworth, engelsk jazzmusiker (født 1927).
- 7. februar – Franco Ballerini, italiensk cykelrytter (født 1964).
- 7. februar – André Kolingba, centralafrikansk politiker (født 1935).
- 8. februar – John Murtha, amerikansk politiker (født 1932).
- 9. februar − Walter Frederick Morrison, amerikansk iværksætter og opfinder af frisbee'en (født 1910)
- 10. februar – Charles Nesbitt Wilson, amerikansk politiker (født 1933).
- 10. februar – Frederick C. Weyand, amerikansk general og generalstabschef (født 1916).
- 11. februar – Alexander McQueen, engelsk modeskaber (født 1969).
- 11. februar – Mona Hofland, norsk skuespillerinde (født 1929).
- 11. februar – Bo Holmberg, svensk politiker (født 1949).
- 12. februar – Grethe Sønck, dansk skuespillerinde og sangerinde (født 1929).
- 12. februar − Flemming Woldbye, dansk kemiker og rektor for Danmarks Tekniske Universitet 1975−1977 (født 1926).
- 12. februar – Nodar Kumaritashvili, georgisk sportsudøver (født 1988).
- 12. februar – Petar Borota, serbisk fodboldspiller (født 1953).
- 12. februar – Werner Krämer, tysk fodboldspiller (født 1940).
- 12. februar – Jake Hanna, amerikansk trommeslager (født 1931).
- 12. februar – Willie Polland, skotsk fodboldspiller (født 1934).
- 14. februar – Dick Francis, britisk forfatter og tidligere jockey (født 1920).
- 14. februar – Doug Fieger, amerikansk singer-songwriter (født 1952).
- 14. februar – Rigmor Mydtskov, dansk fotograf (født 1925).
- 15. februar – Juan Carlos González, uruguayansk fodboldspiller (født 1924).
- 15. februar – Art Van Damme, amerikansk jazzmusiker (født 1920).
- 17. februar – Kathryn Grayson, amerikansk skuespillerinde (født 1922).
- 17. februar – Aksel Erhardsen, dansk skuespiller (født 1927).
- 17. februar – Ruby Hunter, australsk singer-songwriter (født 1955).
- 17. februar – Ines Paulke, tysk rockmusiker. (født 1958).
- 19. februar – Lionel Jeffries, britisk skuespiller (født 1926).
- 19. februar – Jamie Gillis, amerikansk pornoskuespiller (født 1943).
- 20. februar – Alexander Haig, amerikansk general og politiker (født 1924).
- 21. februar – Vladimir Motyl, russisk filminstruktør og manuskriptforfatter (født 1927).
- 22. februar – Charles Stenvig, amerikansk politiker (født 1928).
- 23. februar – Gerhardt Neef, tysk fodboldspiller (født 1946).
- 25. februar – Andrew Koenig, amerikansk skuespiller, filminstruktør, redaktør og forfatter (født 1968).
- 26. februar – Francisco Cabrera Santos, venezuelansk politiker (født 1946).
- 27. februar – Eli Fischer-Jørgensen, dansk professor emeritus og modstandkvinde (født 1911).
- 27. februar – Wendy Toye, britisk filminstruktør og skuespiller (født 1917).
- 28. februar – Adam Blacklaw, skotsk fodbolspiller (født 1937).

## Marts
| - Michael Foot - Etta Cameron - Girija Prasad Koirala - Vasilij Smyslov |

- 1. marts – Kristian Digby, engelsk tv-oplæser og direktør (født 1977).
- 2. marts – Emil Forselius, svensk skuespiller (født 1974).
- 2. marts – Winston Spencer-Churchill, britisk politiker (født 1940).
- 3. marts – Michael Foot, engelsk politiker (født 1913).
- 4. marts – Etta Cameron, dansk sangerinde (født 1939).
- 5. marts – Andrée Peel, fransk modstandskvinde (født 1905).
- 6. marts – Ronald Pettersson, svensk ishockeyspiller (født 1935).
- 6. marts – Mark Linkous, amerikansk musiker (født 1962).
- 7. marts – Ben Westlund, amerikansk politiker (født 1949).
- 8. marts – Guy Lapébie, fransk cykelrytter (født 1916).
- 9. marts – Doris Haddock, amerikansk politiker (født 1910).
- 10. marts – Dorothy Janis, amerikansk skuespillerinde (født 1910).
- 11. marts – Hans van Mierlo, hollandsk politiker (født 1931).
- 12. marts – Miguel Delibes, spansk forfatter (født 1920).
- 12. marts – Hanna-Renate Laurien, tysk politiker (født 1928).
- 12. marts – Wenche Krossøy, norsk forfatter (født 1943).
- 13. marts – Jean Ferrat, fransk singer-songwriter (født 1930).
- 13. marts – He Pingping, verdens mindste mand (født 1988).
- 14. marts – Peter Graves, amerikansk skuespiller (født 1926).
- 16. marts – Ksenija Pajčin, serbisk musiker og model (født 1977).
- 17. marts – Alex Chilton, amerikansk musiker (født 1950).
- 18. marts – Fess Parker, amerikansk skuespiller (født 1924).
- 19. marts – Raúl de la Torre, argentinsk filminstruktør (født 1938).
- 20. marts – Girija Prasad Koirala, Nepals premierminister (født 1925).
- 20. marts – István Bilek, ungarsk skakspiller (født 1932).
- 21. marts – Wolfgang Wagner, tysk operainstruktør (født 1919).
- 22. marts – James W. Black, skotsk farmakologi og nobelprisvinder (født 1924).
- 23. marts – Lauretta Masiero, italiensk skuespiller (født 1929).
- 24. marts – Robert Culp, amerikansk skuespiller (født 1930).
- 25. marts – Elisabeth Noelle-Neumann, tysk politolog (født 1916).
- 25. marts – Pål Bang-Hansen, norsk skuespiller (født 1937).
- 27. marts – Vasilij Smyslov, russisk skakstormester (født 1921).
- 28. marts – June Havoc, amerikansk skuespillerinde (født 1913).
- 29. marts – Kurt Hockerup, borgmester i Vallensbæk Kommune (født 1944).

## April
| - John Forsythe - Juan Antonio Samaranch |

- 1. april – John Forsythe, amerikansk skuespiller (født 1918).
- 1. april – Anders Eklund, svensk bokser (født 1957).
- 2. april – Poul F. Hansen, dansk journalist (født 1949).
- 2. april – Chris Kanyon, amerikansk wrestler (født 1970).
- 3. april – Eugène Terre'Blanche, sydafrikansk separatistleder (født 1941) – myrdet.
- 6. april – Neva Morris, amerikansk rekordholder (født 1895).
- 7. april – Christopher Cazenove, britisk skuespiller (født 1943).
- 7. april – Kjeld Rahbæk Møller, dansk politiker og fysiker (født 1938).
- 8. april – Malcolm McLaren, engelsk performer (født 1946).
- 8. april – Teddy Scholten, hollandsk sangerinde (født 1926).
- 9. april – Kerstin Thorvall, svensk forfatter (født 1925).
- 10. april – Lech Kaczyński, polsk præsident (født 1949).
- 10. april – Maria Kaczyńska, polsk præsidentfrue (født 1943).
- 10. april – Dixie Carter, amerikansk skuespiller (født 1939).
- 12. april – Alper Balaban, tyrkisk fodboldspiller (født 1987).
- 14. april – Peter Steele, amerikansk musiker (født 1962).
- 14. april – Stefan Schmitt, tysk politiker (født 1963).
- 16. april – Carlos Franqui, cubansk forfatter (født 1921).
- 17. april – Alexandru Neagu, rumænsk fodboldspiller (født 1948).
- 17. april – Dede Allen, amerikansk filmklipper (født 1923).
- 19. april – Guru, amerikansk rapper (født 1966).
- 20. april – Dorothy Height, afroamerikansk borgerrettighedsaktivist (født 1912).
- 21. april – Juan Antonio Samaranch, spansk formand for den internationale olympiske komité (født 1920).
- 21. april – Gustav Lorentzen, norsk musiker, forfatter og komiker (født 1947).
- 23. april – Natalja Lavrova, russisk gymnast (født 1984).
- 24. april – Willard Wirtz, amerikansk politiker (født 1912).
- 25. april – Alan Sillitoe, britisk forfatter (født 1928).
- 25. april – Erik Haatvedt – norsk politiker (født 1946).

## Maj
| - Lynn Redgrave - Lena Horne - Dennis Hopper |

- 2. maj – Lynn Redgrave, engelsk skuespillerinde (født 1943).
- 2. maj – Leif Roden, dansk musiker (født 1948).
- 2. maj – Viggo Clausen, dansk radiotilrettelægger (født 1922).
- 3. maj – Florencio Campomanes, filippinsk politolog og skakfunktionær (født 1927).
- 3. maj – Peter O'Donnell, britisk skribent (født 1920).
- 3. maj – Jimmy Gardner, britisk skuespiller (født 1924).
- 4. maj – Brita Borg, svensk sanger og skuespiller (født 1926).
- 5. maj – Giulietta Simionato, italiensk mezzosopran (født 1910).
- 7. maj – Walter Hickel, amerikansk guvernør (født 1919).
- 8. maj – Andor Lilienthal, ungarsk stormester i skak (født 1911).
- 9. maj – Lena Horne, amerikansk sanger og skuespillerinde (født 1917).
- 11. maj – Doris Eaton Travis, amerikansk skuespiller og danserinde (født 1904).
- 14. maj – Harry Motor, dansk direktør (født 1921).
- 15. maj – Besian Idrizaj, østrigsk fodboldspiller (født 1987).
- 16. maj – Ronnie James Dio, amerikansk genial Heavy Metal sanger i Elf, Rainbow, Black Sabbath og senere Dio (født 1942).
- 17. maj – Walasse Ting, kinesisk-amerikansk maler (født 1929).
- 18. maj – Edoardo Sanguineti, italiensk forfatter (født 1930).
- 19. maj – Harry Vos, hollandsk fodboldspiller (født 1946).
- 22. maj – Martin Gardner, amerikansk matematiker (født 1914).
- 23. maj – Simon Monjack, engelsk filminstruktør (født 1970).
- 24. maj – Paul Gray, amerikansk bassist (født 1972).
- 26. maj – Art Linkletter, amerikansk skuespiller og komiker (født 1912).
- 27. maj – Yvonne Howell, amerikansk skuespillerinde (født 1905).
- 28. maj – Gary Coleman, amerikansk skuespiller (født 1968).
- 29. maj – Dennis Hopper, amerikansk skuespiller, instruktør og billedkunstner (født 1936).
- 30. maj – Jurij Tsjesnokov, russisk volleyballspiller (født 1933).
- 31. maj – Louise Bourgeois, fransk-født amerikansk kunstner og billedhugger (født 1911).

## Juni
| - José Saramago - Robert Byrd |

- 1. juni – Kazuo Ohno, japansk danser (født 1906).
- 3. juni – Rue McClanahan, amerikansk skuespillerinde (født 1934).
- 3. juni – Vladimir Arnold, russisk matematiker (født 1937).
- 4. juni – John Robert Wooden, amerikansk basketballcoach (født 1910).
- 4. juni – Hugo Horwitz, dansk læge og frihedskæmper (født 1922).
- 5. juni – Arne Nordheim, norsk komponist (født 1931).
- 6. juni – Ladislav Smoljak, tjekkisk film- og teaterinstruktør (født 1931).
- 6. juni – Jack Beeson, amerikansk komponist (født 1921).
- 9. juni – Marina Semyonova, russisk balletdanser (født 1908).
- 10. juni – Ginette Garcin, fransk skuespillerinde (født 1928).
- 11. juni – Henri Cuq, fransk politiker (født 1942).
- 12. juni – Jerzy Stefan Stawiński, polsk manuskriptforfatter og filminstruktør. (født 1921).
- 15. juni – Bekim Fehmiu, jugoslavisk teater- og filmskuespiller (født 1936).
- 16. juni – Ronald Neame, britisk filminstruktør (født 1911).
- 16. juni – Haidi Streletz, tysk politiker (født 1931).
- 16. juni – Marc Bazin, haitiansk politiker (født 1932).
- 17. juni – Elżbieta Czyżewska, polsk skuespiller (født 1938).
- 18. juni – José Saramago, portugisisk forfatter (født 1922).
- 18. juni – Marcel Bigeard, tidligere fransk militærofficer (født 1916).
- 18. juni – Ronnie Lee Gardner, amerikansk morder (født 1961).
- 20. juni – Vladimír Dlouhý, tjekkisk skuespiller (født 1958).
- 20. juni – Roberto Rosato, italiensk fodboldspiller (født 1943).
- 23. juni – Bjørn Svensson, Cand.polit. og redaktør (født 1910).
- 23. juni – Mohammed Mzali, tidligere tunesisk premierminister (født 1925).
- 23. juni – Pete Quaife, britisk rockmusiker (født 1943).
- 24. juni – Fred Anderson, amerikansk jazzmusiker (født 1929).
- 26. juni – Algirdas Brazauskas, litauisk politiker (født 1932).
- 28. juni – Robert Byrd, amerikansk senator (født 1917).

## Juli
|  |

- 1. juli – Ilene Woods, amerikansk skuespillerinde (født 1929).
- 2. juli – Beryl Bainbridge, britisk forfatter (født 1932).
- 3. juli – Kirsten Heisig, tysk politiker og dommer (født 1961).
- 3. juli – Carlos Juarez, argentinsk politiker, guvernør for Santiago del Estero provinsen (født 1916).
- 4. juli – Mohammad Hussein Fadlallah, libanesisk militant (født 1935).
- 5. juli – Jannie Helle, dansk læge og brevkasseredaktør (født 1959).
- 6. juli – Harvey Fuqua, amerikansk sanger (født 1929).
- 8. juli – Robert Freitag, schweizisk skuespiller (født 1916).
- 9. juli – Vonetta McGee, amerikansk skuespillerinde (født 1945).
- 11. juli – Rudi Strittich, østrigsk fodboldtræner (født 1922).
- 12. juli – Søren Lillesø, dansk fodboldspiller (født 1991).
- 12. juli – Tuli Kupferberg, amerikansk forfatter og tegneserieforfatter (født 1923).
- 12. juli - Mau Piailug, mikronesisk navigator (født 1932).
- 13. juli – George Steinbrenner, amerikansk erhvervsmand, ejer af New York Yankees (født 1930).
- 13. juli – Nino Defilippis, tidligere italiensk landevejscykelrytter (født 1932).
- 14. juli – Mădălina Manole, rumænsk sangerinde (født 1967).
- 16. juli – James Gammon, amerikansk skuespiller (født 1940).
- 17. juli – Larry Keith, amerikansk skuespiller (født 1931).
- 20. juli – Benedikt Sigurðsson Gröndal, forhenværende islandsk statsminister (født 1924).
- 21. juli – Luis Corvalán, chilensk politiker (født 1916).
- 22. juli – Jørgen Ulrich, dansk tennisspiller (født 1935).
- 23. juli – Jan Halldoff, svensk filminstruktør (født 1939).
- 24. juli – Theo Albrecht, tysk erhvervsleder og mangemilliardær (født 1922).
- 25. juli – Ruth af Rosenborg, dansk grevinde (født 1924).
- 26. juli – Ben Keith, amerikansk rockmusiker (født 1937).
- 27. juli – Maury Chaykin, amerikansk skuespiller (født 1949).
- 28. juli – Peter Tantholdt Hansen, dansk præst og missionær (født 1926).
- 29. juli – Zheng Ji, kinesisk biokemiker (født 1900).
- 31. juli – Suso Cecchi D'Amico, italiensk manuskriptforfatter (født 1914).
- 31. juli – Mitch Miller, amerikansk sanger og musiker (født 1911).

## August
| - Patricia Neal - Ted Stevens - Francesco Cossiga |

- 1. august – Robert F. Boyle, amerikansk filminstruktør (født 1909).
- 3. august – Bobby Hebb, amerikansk sanger (født 1938).
- 6. august – Fredrik Ericsson, svensk bjergbestiger (født 1975).
- 7. august – Bruno Cremer, fransk skuespiller (født 1929).
- 8. august – Patricia Neal, amerikansk skuespillerinde (født 1926).
- 9. august – Ted Stevens, amerikansk senator (født 1923).
- 10. august – Antonio Pettigrew, amerikansk atlet, verdensmester på 400 meter 1991 (født 1967).
- 10. august – Radomir Simunek, Sr., tjekkisk cykelrytter (født 1962).
- 11. august – Dan Rostenkowski, amerikansk politiker (født 1928).
- 12. august – Guido de Marco, maltesisk politiker og tidligere præsident (født 1931).
- 13. august – Edwin Newman, amerikansk forfatter (født 1919).
- 16. august – Nicola Cabibbo, italiensk fysiker (født 1935).
- 17. august – Francesco Cossiga, italiensk politiker, tidligere præsident (født 1928).
- 19. august – Anker Sørensen, dansk filminstruktør (født 1926).
- 19. august – Ahna Capri, amerikansk skuespillerinde (født 1944).
- 20. august – Gyda Hansen, dansk skuespillerinde (født 1938).
- 21. august – Chloé Graftiaux, belgisk sportsklatrer (født 1987).
- 21. august – Anne Werner Thomsen, dansk skuespiller (født 1936).
- 22. august – Stjepan Bobek, kroatisk fodboldspiller (født 1923).
- 23. august – Elly Karin Hansen, Danmarks ældste person (født 1901).
- 23. august – George David Weiss, amerikansk sangskriver (født 1921).
- 24. august – William Bart Saxbe, amerikansk senator (født 1916).
- 27. august – Anton Geesink, hollandsk judoka (født 1934).
- 28. august – Sinan Hasani, jugoslavisk romanforfatter (født 1922).
- 29. august – Albert Cornelis Baantjer, hollandsk forfatter (født 1923).
- 30. august – Francisco Varallo, argentinsk fodboldspiller (født 1910).
- 31. august – Laurent Fignon, fransk cykelrytter (født 1960).

## September
| - Bent Larsen - Kevin McCarthy - Claude Chabrol - Gloria Stuart - Tony Curtis |

- 1. september – Cammie King, amerikansk skuespillerinde (født 1934).
- 3. september – Mike Edwards, amerikansk musiker (født 1948).
- 5. september – Corneille, belgisk maler, medlem af CoBrA (født 1922).
- 5. september – Shoya Tomizawa, japansk motorcyklist (født 1990).
- 5. september – Ludvig Eikaas, norsk kunstner (født 1920).
- 6. september – Clive Donner, engelsk filminstruktør (født 1926).
- 8. september – George C. Williams, amerikansk biolog (født 1926).
- 9. september – Bent Larsen, dansk stormester i skak (født 1935).
- 10. september – Flemming Bonne, dansk politiker (født 1944).
- 11. september – Kevin McCarthy, amerikansk skuespiller (født 1914).
- 12. september – Claude Chabrol, fransk filminstruktør (født 1930).
- 17. september – Jean-Marcel Jeanneney, fransk politiker (født 1910).
- 18. september – Inge Steensland, norsk fændrik og modstandsmand (født 1923).
- 19. september – Thomas Grue, dansk guitarist (født 1952).
- 20. september – Fud Leclerc, belgisk sanger (født 1924).
- 23. september – Teresa Lewis, amerikansk morder (født 1969).
- 24. september – Gennadij Janajev, russisk politiker (født 1937).
- 25. september – Art Gilmore, amerikansk radio-og tv-speaker (født 1912).
- 26. september – Gloria Stuart, amerikansk skuespillerinde (født 1910).
- 27. september – Mogens Frohn Nielsen, dansk skipper (født 1935).
- 28. september – Arthur Penn, amerikansk filminstruktør (født 1922).
- 29. september – Tony Curtis, amerikansk skuespiller (født 1925).
- 30. september – Martin Ljung, svensk skuespiller (født 1917).

## Oktober
| - Norman Wisdom - Maurice Allais - Joan Sutherland - Harry Mulisch |

- 1. oktober – Gerard Labuda, polsk historiker (født 1916).
- 4. oktober – Norman Wisdom, britisk komiker (født 1915).
- 5. oktober – Roy Ward Baker, engelsk filminstruktør (født 1916).
- 9. oktober – Maurice Allais, fransk økonom og fysiker (født 1911).
- 10. oktober – Joan Sutherland, australsk operasanger (født 1926).
- 10. oktober – Bent A. Koch, dansk modstandsmand og journalist (født 1928).
- 11. oktober – Janet MacLachlan, amerikansk skuespillerinde (født 1933).
- 12. oktober – Ulrik Cold, dansk sanger og jurist (født 1939).
- 13. oktober – Eddie Baily, engelsk fodboldspiller (født 1925).
- 14. oktober – Simon MacCorkindale, engelsk skuespiller, instruktør, forfatter og producer (født 1952).
- 14. oktober – Benoît Mandelbrot, fransk matematiker (født 1924).
- 15. oktober – Johnny Sheffield, amerikansk skuespiller (født 1931).
- 16. oktober – Barbara Billingsley, amerikansk skuespillerinde (født 1915).
- 18. oktober – Peder Skyum-Nielsen, dansk lingvist (født 1948).
- 19. oktober – Tom Bosley, amerikansk skuespiller (født 1927).
- 20. oktober – Hans Jørgen Helms, dansk it-pioner (født 1930).
- 20. oktober – Finn Methling, dansk dramatiker (født 1917).
- 23. oktober – Irmingard af Bayern, tysk kongelig (født 1923).
- 25. oktober – Joseph Stein, amerikansk manuskriptforfatter (født 1912).
- 26. oktober - Knud Hertling, dansk-grønlandsk politiker og minister (født 1925).
- 27. oktober – Néstor Kirchner, argentinsk politiker og præsident (født 1950).
- 28. oktober – Jonathan Motzfeldt, grønlandsk politiker og præst (født 1938).
- 30. oktober – Harry Mulisch, hollandsk forfatter (født 1927).
- 31. oktober – Ted Sorensen, amerikansk politisk rådgiver (født 1928).
- 31. oktober – Egon Pleidrup Poulsen, dansk politiker (født 1950)

## November
| - Ernst von Glasersfeld - Palle Huld - Leslie Nielsen |

- 2. november – Rudolf Barshai, russisk dirigent og bratschist (født 1924).
- 4. november – Eugénie Blanchard, verdens ældste person (født 1896).
- 5. november – Jill Clayburgh, amerikansk skuespiller (født 1944).
- 6. november – Siddhartha Shankar Ray, indisk politiker (født 1920).
- 7. november – Smaro Stefanidou, græsk skuespillerinde (født 1913).
- 8. november – Addison Powell, amerikansk skuespiller (født 1921).
- 11. november – Dino De Laurentiis, italiensk filmproducer (født 1919).
- 12. november - Ernst von Glasersfeld, tysk filosof (født 1917).
- 12. november – Henryk Górecki, polsk komponist (født 1933).
- 13. november – Luis García Berlanga, spansk filminstruktør (født 1921).
- 18. november – Brian G. Marsden, britisk astronom (født 1937).
- 19. november – Tobias Faber, dansk arkitekt og rektor (født 1915).
- 23. november – Ole Andresen, dansk generaldirektør (født 1937).
- 23. november – Ingrid Pitt, polskfødt filmstjerne (født 1937).
- 24. november – Huang Hua, kinesisk udenrigsminister (født 1913).
- 25. november – Doris McCarthy, canadisk kunstner (født 1910).
- 26. november – Palle Huld, dansk skuespiller (født 1912).
- 27. november – Irvin Kershner, amerikansk filminstruktør (født 1923).
- 28. november – Leslie Nielsen, canadisk skuespiller (født 1926).
- 29. november – Maurice V. Wilkes, britisk datalog (født 1913).
- 29. november – Mario Monicelli, italiensk filminstruktør (født 1915).
- 30. november – Gabriela Kownacka, polsk skuespillerinde (født 1952).

## December
| - Richard Holbrooke - Blake Edwards - Carlos Andrés Pérez |

- 1. december – Samuel Cohen, amerikansk fysiker (født 1921).
- 2. december – Lee Huan, kinesisk politiker (født 1917).
- 3. december – Kirsten Jacobsen, dansk politiker (født 1942).
- 4. december – Birthe Nielsen, dansk atlet (født 1926).
- 5. december – John Leslie, amerikansk skuespiller og instruktør (født 1945).
- 9. december – Alexander Kerst, østrigsk skuespiller (født 1924).
- 10. december – John Bennett Fenn, amerikansk nobelpristagende kemiker (født 1917).
- 11. december – Taimour Abdulwahab al-Abdaly - Selvmords terrorist (født 1981).
- 13. december – Richard Holbrooke, amerikansk diplomat (født 1941).
- 14. december – Neva Patterson, amerikansk skuespillerinde (født 1920).
- 15. december – Blake Edwards, amerikansk filminstruktør (født 1922).
- 17. december – Captain Beefheart, amerikansk musiker og kunstmaler (født 1941).
- 18. december – Jacqueline de Romilly, fransk filolog (født 1913).
- 20. december – Steve Landesberg, amerikansk skuespiller (født 1936).
- 21. december – Enzo Bearzot, italiensk fodboldspiller (født 1927).
- 22. december – Vivi Markussen, dansk atlet (født 1939).
- 23. december – K. Karunakaran, indisk politiker (født 1918).
- 24. december – Roy Neuberger, amerikansk finansmand (født 1903).
- 25. december – Carlos Andrés Pérez, venezuelansk tidligere præsident (født 1922).
- 26. december – Teena Marie, amerikansk sangerinde (født 1956).
- 27. december – Bernard-Pierre Donnadieu, fransk skuespiller (født 1949).
- 28. december – Billy Taylor, amerikansk musiker (født 1921).
- 29. december – Bill Erwin, amerikansk skuespiller (født 1914).
- 30. december – Bobby Farrell, sanger og danser fra Aruba, kendt fra Boney M. (født 1949).
- 31. december – Tove Maës, dansk skuespillerinde (født 1921).
- 31. december – Per Oscarsson, svensk skuespiller (født 1927).
- 31. december – Steen Volmer Jensen, dansk ingeniør og opfinder af Ellerten (født 1942).